# Безкрак сцинк на Буланже
Безкраките сцинкове на Буланже (Typhlosaurus vermis), наричани също червейовидни тифлозаври, са вид влечуги от семейство Сцинкови (Scincidae).
Разпространени са по северозападното крайбрежие на Южноафриканската република и съседни части на Намибия, главно в песъчливи местности с рядка растителност. Видът е описан за пръв път от Жорж Албер Буланже през 1887 година и е смятан за незастрашен, тъй като има сравнително голям ареал, който е слабо населен и в който видът се среща често.